# Ernest Biéler
Ernest Biéler (Rolle (Vaud), 1863. július 31. – Lausanne, 1948. június 25.) svájci festő.

## Életpályája
Apja állatorvos volt, egy lengyel diplomatától származó édesanyja pedig virágfestészetet tanított.Tanulmányait Lausanne-ban végezte, majd 1880 felé beiratkozott a párizsi Julian Akadémiára. Ezüstérmet nyert az 1900. évi párizsi világkiállításon. A Savièse-i iskola tagja volt (Raphaël Ritz, Édouard Vallet, Albert Chavaz és mások mellett). Biéler egyben Savièse díszpolgára volt.
Biéler üvegablakokat és freskókat is alkotott, továbbá ruhákat, kocsikat és ünnepi dekorációkat is tervezett.
Életének utolsó éveit Monteillerben (Rivaz) található házában töltötte. Szomszédja volt a Maurice Pillard Verneuil – Adélaïde Verneuil de Marval művészházaspárnak (mindketten festők voltak).

## Főbb művei
- L’Homme de Savièse
- Trois valaisannes
- Trois jeunes filles de Savièse
- Têtes valaisannes
- Les Mayens de Sion(1892)
- Portrait de vieux valaisan (1920)
- La Dame du village (Évolène) avec ses deux enfants (1924)
- Château des Stockalper (1931)
- Vue du Rhône, Varone (1942)
- Les feuilles mortes
- Les sources
- Devant l’église de Saint-Germain à Savièse (1886)
- L'eau Mystérieuse (1911)

## Képgaléria

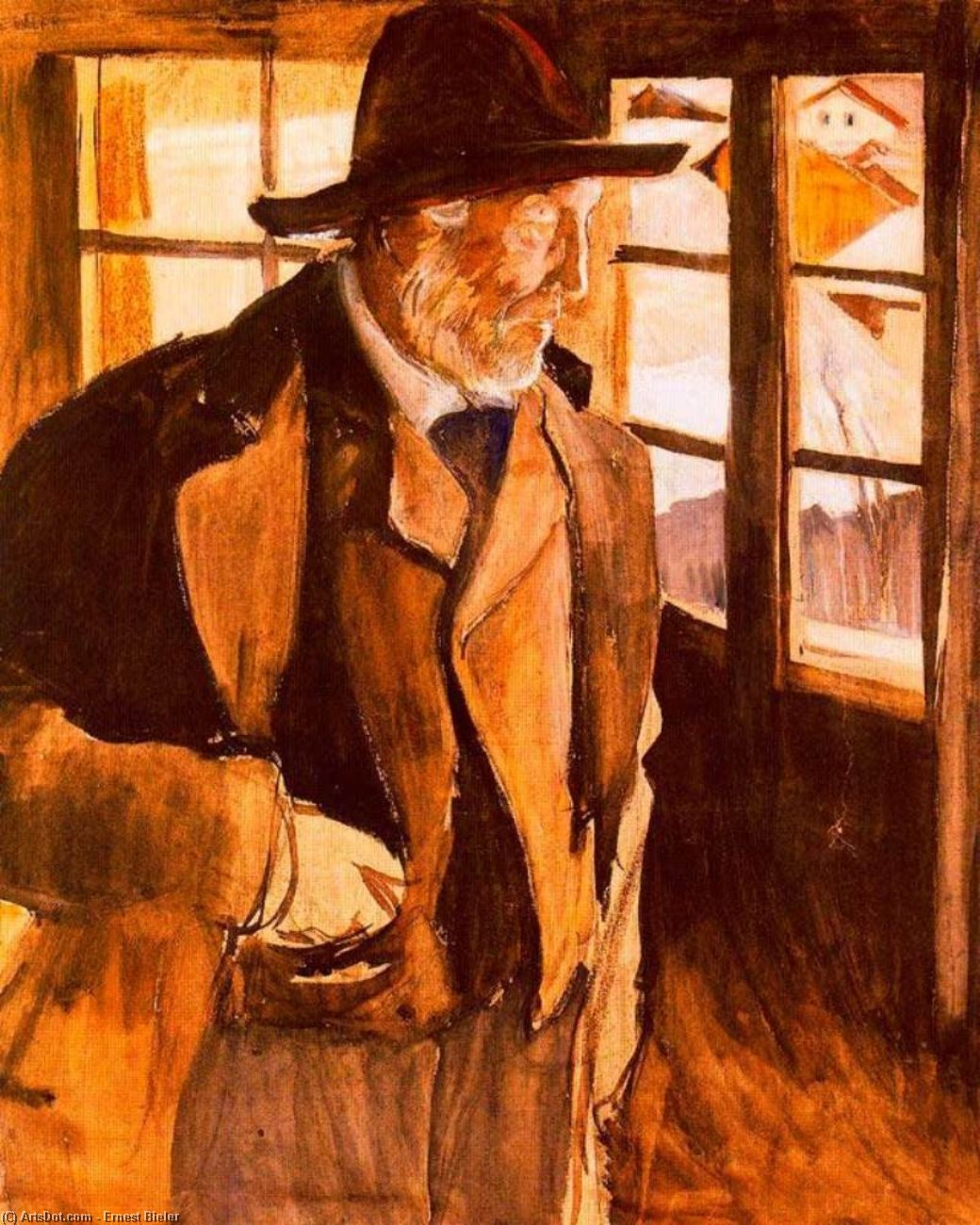
Matti
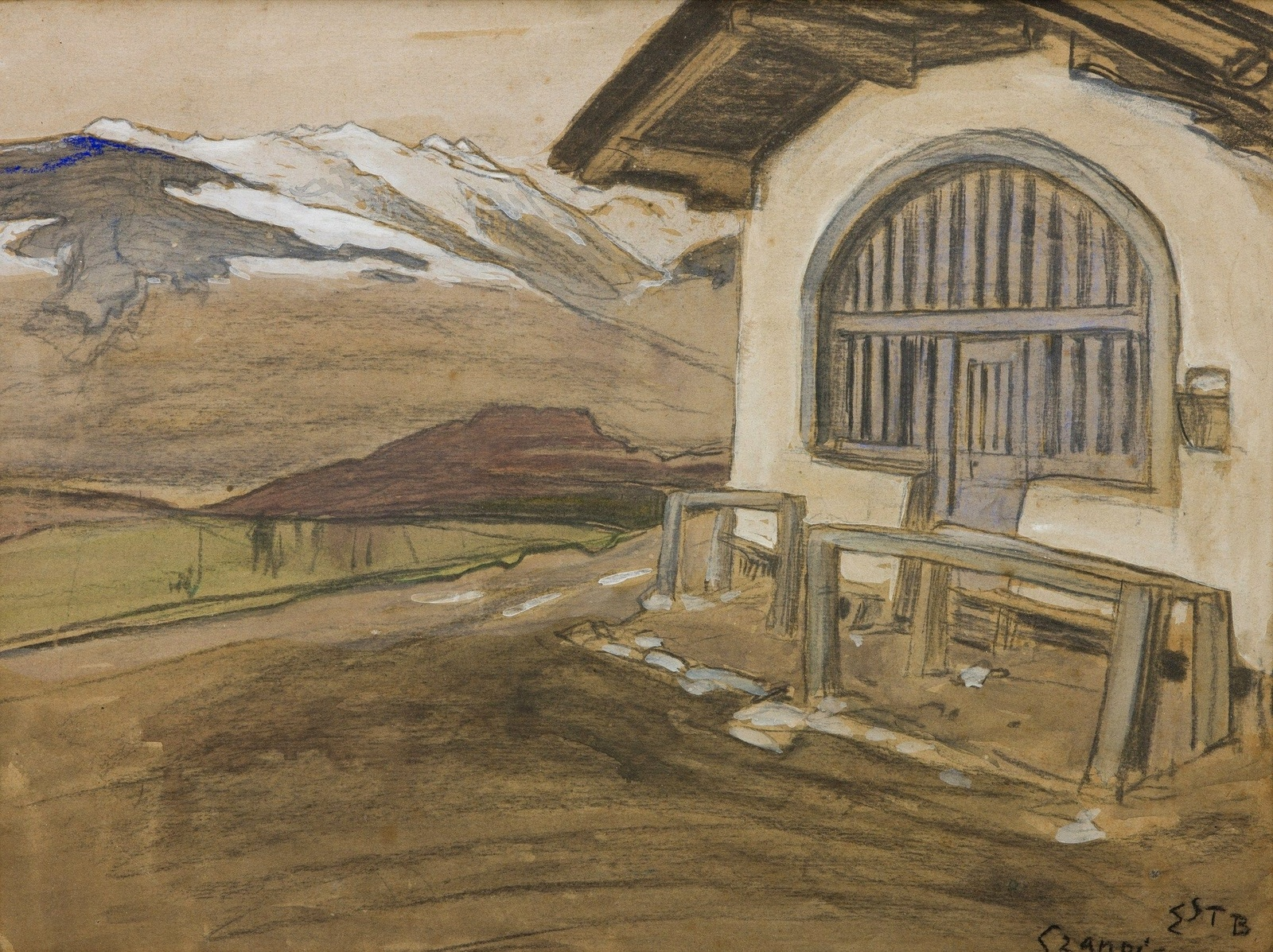
A savièse-i kápolna
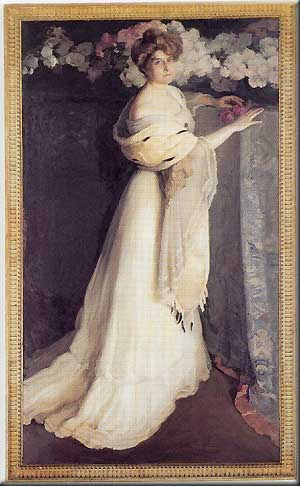
Hélène de Mandrot (1904)
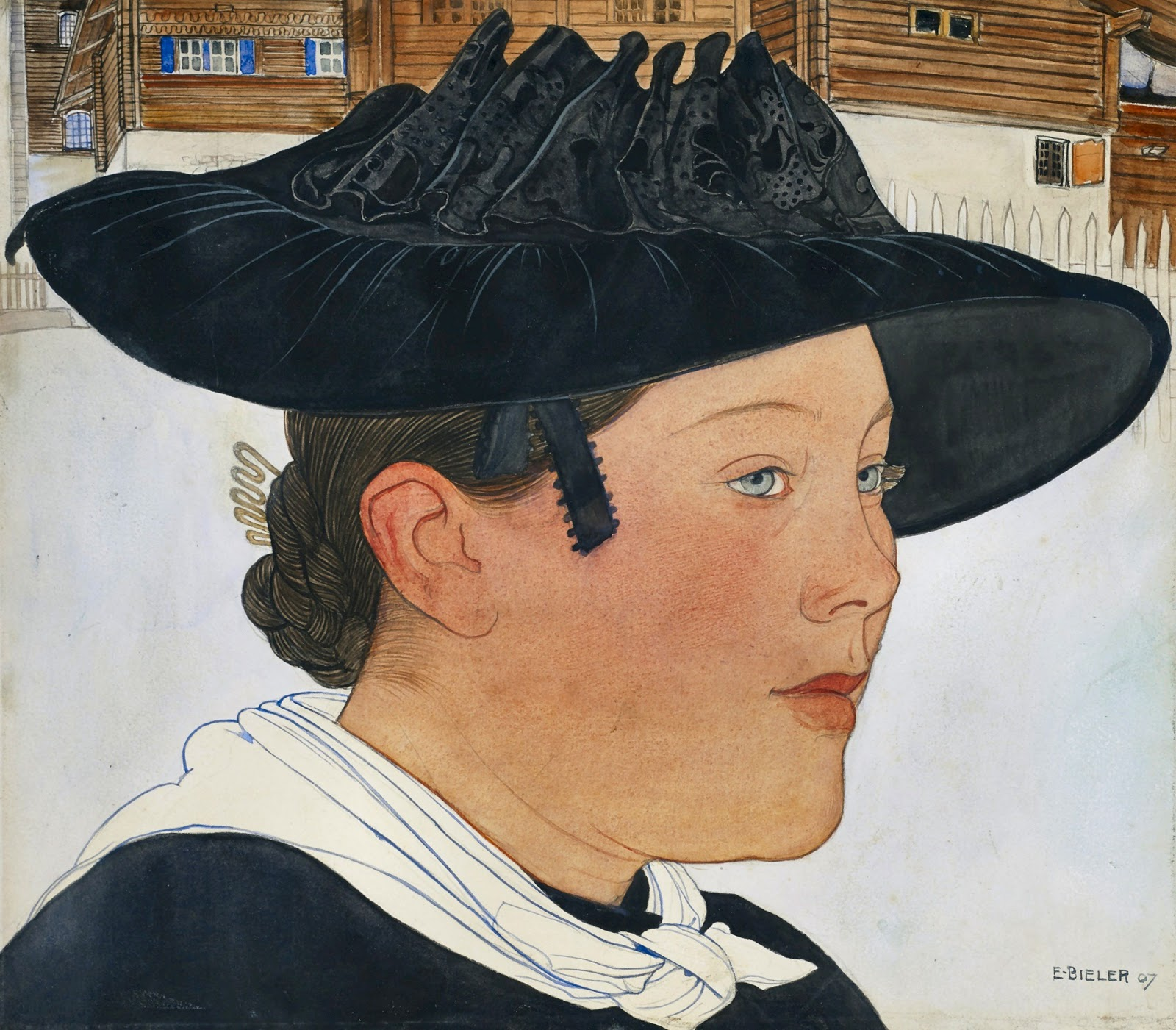
Fiatal savièse-i  nő
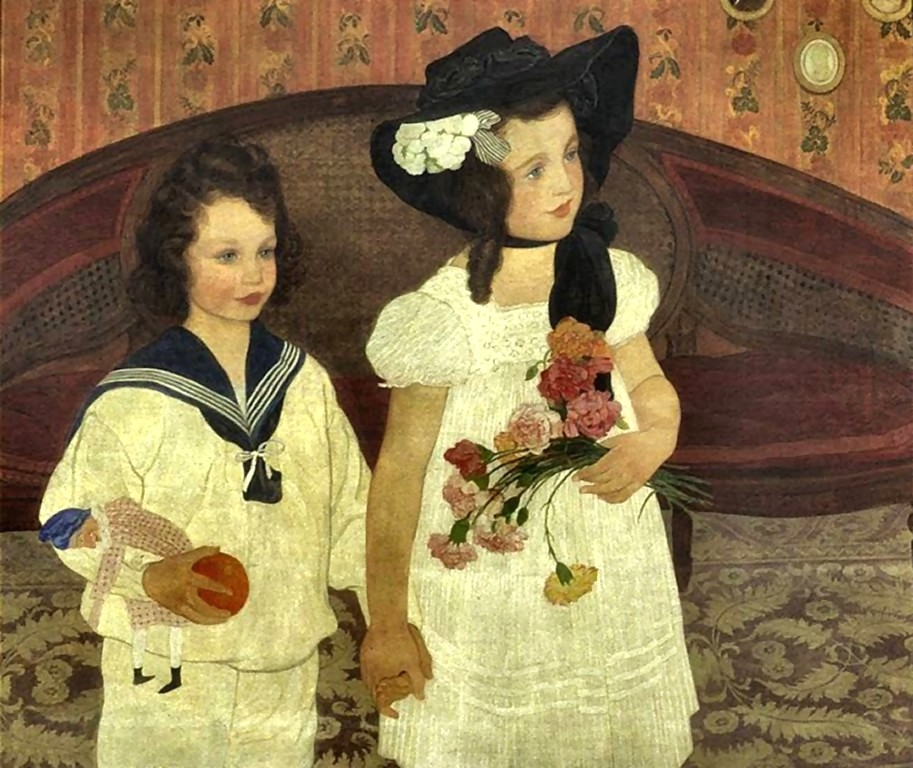
Két kislány

## Fordítás
- Ez a szócikk részben vagy egészben  az   Ernest Biéler című francia Wikipédia-szócikk fordításán alapul.  Az eredeti cikk szerkesztőit annak laptörténete sorolja fel. Ez a jelzés csupán a megfogalmazás eredetét és a szerzői jogokat jelzi, nem szolgál a cikkben szereplő információk forrásmegjelöléseként.